# Мишкинский
Мишкинский — посёлок в Троснянском районе Орловской области. Входит в состав Муравльского сельского поселения. Население — 5 чел. (2010).

## География
Мишкинский находится в юго-восточной части области на Среднерусской возвышенности.
Часовой пояс
посёлок Мишкинский, как и вся Орловская область, находится в часовой зоне МСК (московское время). Смещение применяемого времени относительно UTC составляет +3:00.

## Население
| 2010 |
| ---- |
| 5    |

Национальный состав
Согласно результатам переписи 2002 года, в национальной структуре населения русские составляли 100 % от общей численности населения в 13 жителей.